# Anna Caspari
Anna Caspari (geboren am 16. Mai 1900 in Breslau als Aniela Naphtali; gestorben am 25. November 1941 in Kaunas) war eine deutsche Kunsthändlerin.

## Leben
Die Tochter des Hugo Naphtali, Kaufmann in Breslau, und der Olga Naphtali, geb. Bielski, wuchs in Breslau auf, ihre Eltern gehörten zur Elite der Breslauer Kunst- und Kulturwelt. Nach dem Lyzeum studierte sie an der Ludwig-Maximilians-Universität in München sieben Semester Kunstgeschichte, Philosophie und Literatur.
Am 1. Januar 1922 heiratete sie den Kunsthändler Georg Caspari, geboren am 20. Juni 1878. Georg Caspari war 1912 in die bayerische Residenzstadt übersiedelt. Er eröffnete am 20. Juni 1913 eine „Kunsthandlung im vornehmsten Rahmen“ im Palais Eichthal an der Brienner Straße 52 gegenüber dem Café Luitpold. Angeboten wurden „Moderne und alte Gemälde, Antiquitäten und Graphik“. Im Parterre befanden sich große Ausstellungssäle, im Obergeschoss acht kleinere Räume, darunter eine Bibliothek. Caspari präsentierte alte Meister wie Rottenhammer und Maulbertsch, Werke des 19. Jahrhunderts von Feuerbach, Böcklin, Leibl und Thoma. Neben Max Liebermann, Wilhelm Trübner, Max Slevogt, Edouard Manet, Pierre-Auguste Renoir und Vincent van Gogh wurde die Gegenwartskunst gepflegt. Die Spannweite reichte von Einheimischen wie Maria Caspar-Filser und Oskar Coester zu internationalen Größen, Paul Klee, Kokoschka, Lehmbruck, Pablo Picasso. An den „Forum-Abenden“ lockten Vorträge aus Manuskripten von Wedekind, Heinrich Mann, Thomas Mann, Werfel das großstädtische Publikum. 1928 konnte der junge Gerhart Frankl mit seinen Gemälden, Aquarellen und Radierungen an die Münchner Kunstöffentlichkeit treten; 1930 waren barocke Venezianer zu sehen.
Als Georg Caspari am 6. Juni 1930 einem Autounfall zum Opfer fiel, musste seine Witwe allein für die Kinder Paul Ernst Hugo (geboren am 23. Dezember 1922) und Ernst Karl Ludwig (geboren am 14. Mai 1926) und sorgen.
1935 wurde die Galerie in die Ottostraße 6 verlagert. Anna Caspari arbeitete als Vermittlerin und Gutachterin für Kunsthändler des NS-Staats wie Karl Haberstock und Julius Böhler. Ab April 1935 bewohnte sie mit ihren Söhnen Räume im Münchner „Hotel Continental“. Im März 1938 konnte ihr Sohn Paul und später auch ihr Sohn Erich nach England ausreisen. Die beiden Söhne besuchten dann ein Internat in der Nähe von London; Ab Ende 1938 versuchte auch sie selbst, nach England zu emigrieren, ihre Anträge wurde jedoch alle abgelehnt. Wegen des „Verdachts auf ein Devisenvergehen“ war sie vom 12. auf den 13. Dezember 1938 in Haft.
Die Galerie wurde am 3. Januar 1939 abgemeldet und im Februar des Jahres aus dem Handelsregister gelöscht. Am 19. Januar 1939 schritt die Gestapo bei der „verwitweten Jüdin“ zur „Sicherstellung von Kulturgütern“ in ihrem Wohnsitz im Hotel Continental sowie im Lager in der Briennerstraße 52. Ein Schätzer, ein Sachverständiger und ein Kriminalsekretär ließen ihr Eigentum, darunter ein Porträt von Lovis Corinth, in das Bayerische Nationalmuseum, die Staatsbibliothek und die Staatliche Graphische Sammlung schaffen. Insgesamt erbeutete die Gestapo 22 Gemälde, 140 Bücher und eine unbekannte Anzahl Graphiken.
Im März 1939 musste Anna Caspari aus ihrer Wohnung in der Ottostraße zwangsweise umziehen in die Muffatstraße 11.
Am 20. November 1941 wurde Anna Caspari vom Bahnhof Milbertshofen aus im Zuge der ersten Massendeportation von Münchner Juden in das von Wehrmacht besetzte Litauen deportiert und am 25. November in Kaunas ermordet. Ihre Mutter Olga Naphtali wurde am 2. September 1942 von Berlin ins Ghetto Theresienstadt deportiert, wo sie am 18. März 1943 starb.

## Verbleib des geraubten Eigentums
Im sogenannten „Wiedergutmachungsverfahren“ von Paul und Ernst Caspari im Jahr 1948 wurde die Bayerische Staatsbibliothek nach dem Verbleib der Bücher gefragt und gab an, dass diese nicht auffindbar wären. Die überwiegend aus künstlerischen und kunstgeschichtlichen Werken bestehende Sammlung war im damaligen Kunstlesesaal untergebracht gewesen, dessen Bestand im Krieg fast vollständig verbrannte. Die Söhne erhielten vom Land Bayern eine Ausgleichszahlung. Im Jahr 2003 fand man im Bestand vier Bücher aus dem ehemaligen Besitz der Casparis, die am 28. November 2014 an Paul Caspari übergeben wurden.